# Пробенецид
Пробенецид (англ. Probenecid, лат. Probenecidum) — синтетичний препарат, що є похідним бензойної кислоти, та належить до протиподагричних препаратів, який застосовується перорально. Початково пробенецид застосовувався лише разом з пеніцилінами та цефалоспоринами для гальмування виведення антибіотиків з організму та утримання їх рівня в крові на високому рівні більш тривалий час, пізніше встановлена активність препарату щодо посилення виведення сечової кислоти з організму разом із сечею, та відповідно протиподагрична активність препарату.

## Фармакологічні властивості
Пробенецид — синтетичний препарат, який є похідним бензойної кислоти. Механізм дії препарату полягає в пригніченні реабсорбції сечової кислоти в канальцях нирок, що приводить до посилення виведення сечової кислоти з організму та зниження її концентрації в крові. Пробенецид застосовується для лікування подагри, а також при застосуванні антибіотиків пеніцилінового та цефалоспоринового рядів для гальмування виведення антибіотиків з організму та утримання їх концентрації в крові на високому рівні тривалий час. Пробенецид не поступається за ефективністю інгібіторам ксантиноксидази, зокрема алопуринолу та фебуксостату, проте він протипоказаний при застосуванні при сечокам'яній хворобі, та при його застосуванні спостерігається більше побічних ефектів, ніж при застосуванні алопуринолу та фебуксостату.

### Фармакокінетика
Пробенецид швидко і добре всмоктується при пероральному застосуванні, максимальна концентрація препарату в крові досягається протягом 2—4 годин після перорального прийому. Пробенецид добре (на 85—95 %) зв'язується з білками плазми крові. Пробенецид проникає через плацентарний бар'єр та виділяється в грудне молоко. Метаболізується препарат у печінці з утворенням неактивних метаболітів. Виводиться пробенецид з організму переважно з сечею у вигляді метаболітів. Період напіввиведення препарату складає 4—17 годин у залежності від прийнятої дози.

## Показання до застосування
Пробенецид застосовується при подагрі, а також при підвищенні концентрації сечової кислоти при прийомі діуретиків, а також при застосуванні антибіотиків пеніцилінового та цефалоспоринового рядів для гальмування виведення антибіотиків з організму та утримання їх концентрації в крові на високому рівні тривалий час.

## Побічна дія
При застосуванні пробенециду можуть спостерігатися наступні побічні ефекти:
- З боку шкірних покривів та алергічні реакції — свербіж шкіри, гарячка, алопеція, кропив'янка, дерматит, синдром Стівенса-Джонсона, анафілактичний шок.
- З боку нервової системи — головний біль, запаморочення.
- З боку травної системи — нудота, блювання, біль у яснах, некроз печінки.
- З боку сечостатевої системи — нефротичний синдром, частий сечопуск.
- Інші побічні ефекти — приливи крові, загострення подагри.
- Зміни в лабораторних аналізах — анемія, гемолітична анемія, апластична анемія, лейкопенія.

## Протипокази
Пробенецид протипоказаний при підвищеній чутливості до препарату, гострому нападі подагри, сечокам'яна хвороба, порфірії, вторинна гіперурикемії внаслідок злоякісних пухлин або застосуванням хімієтерапевтичних засобів, при вагітності, та дітям до 2 років.

## Застосування при COVID-19
У дослідженнях показано чутливість збудника COVID-19 SARS-CoV-2 до пробенециду, та вивчається можливість його застосування при коронавірусній хворобі.

## Заборона використання у спортсменів
Пробенецид має здатність до маскування застосування низки препаратів, та заборонений для використання спортсменами під час змагань згідно рішення Всесвітнього антидопінгового агентства

## Форми випуску
Пробенецид випускається у вигляді таблеток по 0,5 г, та у вигляді комбінованого препарату з колхіцином.